# 聖里吉斯 (蒙大拿州)
聖里吉斯（英語：St. Regis）是位於美國蒙大拿州米納勒爾縣的普查規定居民點。

## 歷史
聖里吉斯的郵局自1896年營運至今。

## 人口
根據2020年美國人口普查的數據，聖里吉斯的面積為2.28平方千米，當中陸地面積為2.22平方千米，而水域面積為0.06平方千米。當地共有人口313人，而人口密度為每平方千米137.28人。